# Procambridgea montana
Procambridgea montana är en spindelart som beskrevs av Davies 200. Procambridgea montana ingår i släktet Procambridgea och familjen Stiphidiidae. Inga underarter finns listade i Catalogue of Life.